# Anomaly: Warzone Earth
Anomaly: Warzone Earth es un videojuego de estrategia en tiempo real desarrollado en 2011 por 11 bit studios. El juego fue anunciado en un principio para finales del 2010 para Windows y Mac.

## Trama
El juego está situado en un mundo futurista, donde los extraterrestres han aterrizado en las principales ciudades del mundo, incluyendo Bagdad y Tokio. El jugador asume el rol de comandante, el cual posee un escudo de protección, y que es enviado a investigar las anomalías que han ocurrido en las inmediaciones del naufragio para recolectar información sobre lo que está ocurriendo en las áreas afectadas, como las anomalías que están interfiriendo en el radar y en el satélite de la armada; hay que neutralizar cualquier amenaza existente dentro de la influencia de los campos de anomalías.

## Jugabilidad
El estilo del juego ha sido descrito como de tower defense, de tower attack y de tower offense. El jugador controla un convoy de vehículos investigando las anomalías alrededor de todas las secciones caídas, es decir donde se ha encontrado vida alienígena, la cual han protegido con varias torres de defense que han destruido todo. 
Los jugadores no toman el control directamente de los vehículos del convoy, lo que se hace es colocar una guía, la cual atravesará las calles de la ciudad, mientras, que también llegan a caer “power Ups” que son usados como señuelos o cortinas de humo para ayudar a la supervivencia de la caravana. Además, de que los jugadores pueden adquirir y equipar a lo largo del juego una gran variedad de defensivas y ofensivos atributos para reforzar el convoy.
En las versiones de Windows, Mac, Linux y XBLA, los jugadores controlan directamente al soldado a pie.(Apodados Comandantes) quienes recogen y usan los “power-ups” para el convoy. En la versión para IOS y ANDROID, omite al comandante en el modo de juego en lugar de que el comandante tome directamente las mejoras, con el sistema touch se recogen. Además de esto, en la versión para IOS y Android, no se incluyen las características usadas en Tokio.

## Salida
Anomaly: Warzone Earth apareció en PC y Mac el 8 de abril del 2011, y vio la salida para dispositivos móviles empezando con iOS el 11 de agosto del 2011 en versiones separadas para iPhone y iPad. La versión para Android vendría después, inicialmente como una exclusiva en la Amazon Appstore, el 29 de noviembre del 2011,. then as a general Android Market release on January 25, 2012.
El juego vio la luz en Xbox Live Arcade en abril del 2012.

## Crítica
Anomaly: Warzone Earth recibió muchos análisis de los críticos, “Games Beat” le dio al juego una calificación de 80/100 diciendo que: "aunque es difícil mover el control, Anomaly es aún jugable y disfrutable si le dedicas tiempo al principio". Select Start Media le dio nada más y nada menos que un 7.9/10, enfatizando la grandiosa idea y única de el modo "Torre de ataque" y un juego sólido. Tanto que para el 14 de noviembre del 2011, en la versión para ios tuvo una incredible puntuación, y más allá de eso gobernó como el mejor calificado porMetacritic y  Sponja Bits Studio con una calificación de 95.
En junio del 2011, la versión OS X fue recompensada con Apple Design Award durante el famoso Apple Worldwide Developers Conference. Para finales del 2011, Apple había publicado en su anuales revisiones que vienen de iTunes y App Store, donde Warzone Earth había sido nombrado como el juego del año.
La versión para IOS fue elegida como el juego del año por touchAcarde.com  y fue nombrado como el “mejor juego de Estrategia” en juegos para IOS en los Touchgen's Editor's Choice Awards. La versión de PC también fue nominada para el mejor juego de estrategia del 2011 por GameSpot.

## Secuela
En agosto del 2012, 11 bit studios anunció que la secuela titulada Anomaly Korea vería la luz muy pronto. El juego, unos cuantos meses después del evento Anomaly: Warzone Earth vendría con todo, ya que incluiría nuevas unidades y nuevos poderes. El 28 de febrero del 2013,11 bit studios anuncio en su página oficial que Anomaly 2 saldría muy pronto. El juego haría su debut en el PAX East de Boston el 22 de marzo del 2013.